# 杨浩 (明朝)
杨浩（?—?），明朝山东承宣布政使司济宁州（今山东省济宁市）人。
杨浩以乡举举人进入国学。景泰年间，担任河东盐运判官，没有就任。景泰四年（1453年）三月，宦官兴安主持大隆福寺建成，景泰帝将要克期临幸，景泰上疏劝谏，没有成行。于是杨浩的声誉非常高，官至右副都御史，巡抚延绥。